# Ramal de Juíz de Fora
| Streckennetz der C.F.Leopoldina |                     |                              |                              |
| Spurweite: | 1000 mm (Meterspur) |                              |                              |
| |                     |                              |                              |
| \| \| \| EFCB - Linha do Centro \| \| \| \| 0,0 \| Juiz de Fora \| Juiz de Fora \| \| \| \| Muçungê \| \| \| \| \| Filgueiras \| \| \| \| \| Comendador \| \| \| \| \| Triquedas \| \| \| \| \| Água Limpa \| \| \| \| \| Ferreira Lage \| \| \| \| \| Goianá \| \| \| \| \| Rio Novo \| \| \| \| \| Linha de Três Rios-Caratinga \| \| \| \| \| Furtado de Campos \| \| \| \| \| Linha de Três Rios-Caratinga \| \| |                     |                              |                              |
| Strecke von links (außer Betrieb) |                     | EFCB - Linha do Centro       | EFCB - Linha do Centro       |
| Bahnhof (Strecke außer Betrieb) | 0,0                 | Juiz de Fora                 | Juiz de Fora                 |
| Bahnhof (Strecke außer Betrieb) |                     | Muçungê                      | Muçungê                      |
| Bahnhof (Strecke außer Betrieb) |                     | Filgueiras                   | Filgueiras                   |
| Bahnhof (Strecke außer Betrieb) |                     | Comendador                   | Comendador                   |
| Bahnhof (Strecke außer Betrieb) |                     | Triquedas                    | Triquedas                    |
| Bahnhof (Strecke außer Betrieb) |                     | Água Limpa                   | Água Limpa                   |
| Bahnhof (Strecke außer Betrieb) |                     | Ferreira Lage                | Ferreira Lage                |
| Bahnhof (Strecke außer Betrieb) |                     | Goianá                       | Goianá                       |
| Bahnhof (Strecke außer Betrieb) |                     | Rio Novo                     | Rio Novo                     |
| Abzweig ehemals geradeaus, ehemals nach rechts und von rechts |                     | Linha de Três Rios-Caratinga | Linha de Três Rios-Caratinga |
| Bahnhof |                     | Furtado de Campos            | Furtado de Campos            |
| Strecke nach links |                     | Linha de Três Rios-Caratinga | Linha de Três Rios-Caratinga |

Die Ramal de Juíz de Fora ist eine Eisenbahnstrecke in Brasilien.

## Geschichte
Die Eisenbahnstrecke Ramal de Juíz de Fora hat ihren Ursprung im Baú 1882 durch die Bahngesellschaft Cia. E. F. Ramal do Rio Novo. Der Betrieb der Linie wurde vermietet an die  Cia. União Mineira, die ihrerseits das Teilstück zwischen  Furtado de Campos und dem Ort Rio Novo fertigstellte.
Gleichzeitig wurde in Juiz de Fora, im Jahr 1881 eine Bahngesellschaft  Estrada de Ferro Juiz de Fora - Piau, gegründet mit der Zielsetzung 1884 dieses Teilstück in Betrieb zu nehmen. Aber schon 2 Monate vor Inbetriebnahme war das Teilstück schon an die Estrada de Ferro Leopoldina verkauft worden, die dann auch noch die letzten Teilstücke von den übrigen Bahngesellschaften kaufte und somit erst die Gesamtstrecke des Ramal de Juíz de Fora herstellte. Ab 1896 gab es eine Reihe von gerichtlichen Auseinandersetzungen über das Teilstreckenstück des Ramal do Piau die erst im Jahr 1913 zum Vorteil der Gesellschaft Leopoldina abgeschlossen wurden. Die Eisenbahnstrecke des Ramal de Juíz de Fora wurde am 8. September 1974 endgültig geschlossen, nachdem sie für den Personenverkehr schon 1972 geschlossen worden war.